# .xxx
.xxx es un dominio de nivel superior patrocinado y gestionado por ICM Registry, que forma parte del sistema de dominios de Internet desde 2011. Es un dominio exclusivo para páginas web con contenido pornográfico o erótico. El primer sitio web bajo este dominio fue casting.xxx, creada en 2011.

## Historia

### Propuesta y rechazos
El dominio había sido propuesto en 2001 por la compañía ICM Registry y aprobada cuatro años más tarde por la ICANN (Corporación de Internet para la Asignación de Nombres y Números) pero finalmente fue rechazado en 2006 después de varias protestas de grupos conservadores y religiosos. En 2007 ICM Registry hace un nuevo pedido, y después de una reunión en Lisboa, Portugal el proyecto es otra vez rechazado por la ICANN.

### Aprobación
En 2010 el proyecto es nuevamente revivido. Después de que estudios independientes concluyeran que las decisiones anteriores eran injustas y que el plan debía ser reconsiderado, ICANN confirmó que sus directores discutirían este plan durante una reunión el 12 de marzo de 2010 en Nairobi, Kenia, pero dicha reunión tuvo demoras debido a controversias y la organización decidió suspender la decisión final hasta junio de 2010. El 25 de junio de 2010 después de una reunión en Bruselas la ICANN aprueba definitivamente el dominio .xxx, de esta forma, ya se pueden prerregistrar los dominios a través de ICM.

## Meta
La meta es lograr que la industria de entretenimiento para adultos funcione de forma correcta, sea de uso voluntario y ayude a bloquear el acceso a sitios con contenido pornográfico, ya sea para los niños y adolescentes o para los empleados en sus lugares de trabajo. Además, ICM estima que se ganarán cerca de 30 millones de dólares por año vendiendo sitios .xxx a 60 dólares cada uno, por lo que prometieron donar 10 dólares de cada venta a fundaciones para proteger a los niños.

## Oposición
Miembros del sector del entretenimiento para adultos se oponen al dominio .xxx porque dicen que es una invitación a que la censura los perjudique; también, grupos conservadores y representantes de la derecha religiosa, en su mayoría de Estados Unidos, se oponen a su creación por razones morales.